# Tour Championship (snooker)
Het Tour Championship is een professioneel snookertoernooi. Het werd voor het eerst gehouden in maart 2019 en is een van de rankingtoernooien. Het heeft een prijzengeld van £375.000 en alleen de top 8 van de ranking wordt hiervoor uitgenodigd.  De eerste editie werd gehouden in Wales en werd gewonnen door Ronnie O'Sullivan.

Dit toernooi is niet te verwarren met het Players Tour Championship met de Players Tour Championship Finals. Die toernooien werden gehouden tot 2016. Daarna werden de Finals hernoemd naar Players Championship. In 2018/2019 werd het Tour Championship geïntroduceerd.

## Winnaars
| Jaar | Winnaar           | Verliezend finalist | Score | Seizoen   |
| ---- | ----------------- | ------------------- | ----- | --------- |
| 2019 | Ronnie O'Sullivan | Neil Robertson      | 13-11 | 2018/2019 |
| 2020 | Stephen Maguire   | Mark Allen          | 10-6  | 2019/2020 |
| 2021 | Neil Robertson    | Ronnie O'Sullivan   | 10-4  | 2020/2021 |
| 2022 | Neil Robertson    | John Higgins        | 10-9  | 2021/2022 |
| 2023 | Shaun Murphy      | Kyren Wilson        | 10-7  | 2022/2023 |
| 2024 | Mark Williams     | Ronnie O'Sullivan   | 10-5  | 2023/2024 |
| 2025 | John Higgins      | Mark Selby          | 10-8  | 2024/2025 |